# Uteriporus vulgaris
Uteriporus vulgaris là một loài giun dẹp trong họ Uteriporidae. Mẫu vật sống dài 9 mm và rộng 1.75 mm. Loài này đáng chú ý bởi cái đầu dạng tròn. Biến thể màu trên mặt lưng rất đa dạng: trắng-sữa, vàng-cam, hay nâu. Mặt bụng thiếu sắc tố.

## Môi trường sống
Loài này sinh sống ở vùng ven biển dưới các tảng đá hoặc các vật khác. Chúng cũng có thể tìm thấy ở đầm nước mặn, sống trong tảo.

## Phạm vi sinh sống
Nó sinh sống ở miền bắc châu Âu và phần giáp Đại Tây Dương của Bắc Mỹ.